# Advanced Protection System
Das Advanced Protection System (APS, ehemals ETCS-Stellwerk, teils auch Moving Block System, MBS) ist ein in Entwicklung befindliches europäisches System zur Sicherung von Zugfahrten, das das Fahren im wandernden Raumabstand ermöglicht.
APS ist der Kern der 2017 gegründeten Reference CCS Architecture (RCA), einer Initiative von ERTMS Users Group und Eulynx, in der verschiedene europäische Infrastrukturbetreiber eine Architektur für eine moderne und standardisierte Leit- und Sicherungstechnik konzipieren. Es übernimmt dabei bisherige Funktionen des Sicherungskerns in der Innenanlage des Stellwerks und des Radio Block Centres von ETCS. APS setzt neben ETCS auch auf standardisierte Eulynx-Schnittstellen zu Außenelementen auf (ähnlich Digitaler Stellwerke).
DB InfraGO, Hitachi Rail Österreich, ÖBB und SBB Infra arbeiten gemeinsam an der Entwicklung des Systems.

## Prinzip
Anstatt der bislang verwendeten Blocklogik mit ausschließlich gleisgebundener Gleisfreimeldung (über Achszählpunkte bzw. Gleisstromkreise) verwendet APS eine zugzentrische Sicherungslogik, die rein zugseitig (z. B. mit Position Reports mit Zugvollständigkeitsinformation) erfolgen und durch Elemente gleisgebundener Gleisfreimeldung ergänzt werden kann. Die direkte Nutzung ohnehin aus ETCS vorhandener Positions-, Längen- und Integritätsinformation statt indirekter, blockorientierten Belegungsinformation (aus der Gleisfreimeldeanlage) bedeutet einen Paradigmenwechsel gegenüber der Sicherungslogik bisheriger Stellwerke.
Anstatt des Fahren im festen Raumabstand wird damit Fahren im wandernden Raumabstand (Moving Block) möglich. Anstatt einer festen Projektierung von Fahrstraßen sollen alle topologisch möglichen Fahrwege praktisch genutzt werden können. Jedwede Bewegungen auf dem Gleisnetz sollen nur im Rahmen von „Movement Permissions“, die an die Stelle heutiger Fahrstraßen treten, möglich sein. Sie sollen wesentlich flexibler und basierend auf der aktuellen Gefährdung des zu schützenden Zuges vorgenommen werden können. So soll beispielsweise der Durchrutschweg bei abnehmender Geschwindigkeit des Zuges dynamisch reduziert werden können. Für Fahrten bei denen kein anderer Zug eine Gefährdung für die aktuelle Fahrt darstellt, soll beispielsweise auf Flankenschutz verzichtet und die Einstellung der Fahrstraße eventuell beschleunigt werden.
APS soll möglichst kompakt gehalten werden. Alle nicht sicherheitsrelevanten Optimierungsaufgaben sollen in einem übergeordneten Verkehrsmanagementsystem (TMS) erfolgen. APS soll vom TMS empfangene Kommandos sicherheitlich prüfen, bevor es sie an die Außenanlagen der Infrastruktur sowie (als ETCS-Fahrterlaubnis) an Fahrzeuge weiterleitet und überwacht. Dazwischen liegt mit der Plan Execution (PE) ein Element, das den aus dem TMS kommenden Fahrplan in sinnvolle Anfragen für APS übersetzt.

## Geschichte
APS geht auf das von den Schweizerischen Bundesbahnen im Rahmen des Programms Smartrail 4.0 konzipierte ETCS-Stellwerk mit geometrischer Sicherungslogik zurück. Seit etwa 2019 wird dies als Advanced Protection System bezeichnet.
Die SBB hielten APS 2019 grundsätzlich für realisierbar. Der Einsatz von APS in der Schweiz wurde geprüft, jedoch zunächst verworfen. Das Programm SmartRail 4.0 wurde mit dem Ende der Konzeptphase Ende 2020 beendet.
Seit Herbst 2022 arbeiten Bahnen und Industrie im Rahmen des Programms Europe's Rail der Europäischen Kommission gemeinsam an RCA, einschließlich APS. Die Entwicklung erfolgt u. a. im Rahmen der Digitalen Schiene Deutschland (DSD). APS ist Teil der „Advanced Digital Infrastructure“ (ADI), die Plan Execution (PE) und die Datenbank Digitales Register (DR) umfasst.
Im Rahmen der DSD soll bis Anfang der 2030er Jahre ein zugelassenes System die Sicherung einer ausgewählten Strecke übernehmen und darauf aufbauend bis zur Erreichung der Serienreife entwickelt werden. APS soll, zusammen mit weiteren Elementen, im Digitalen Knoten Stuttgart (DKS) auf der Remsbahn zwischen Waiblingen und Plüderhausen pilotiert werden.
2025 sollen Feldtests im Digitalen Testfeld Bahn mit einer prototypischen Implementierung erfolgen. Dabei sollen APS, PE und DR integriert werden und im Rahmen von Simulationen sowie im Feld getestet werden.
Eine 2023/2024 im Auftrag des Bundesverkehrsministeriums gefertigte Studie zur „Neuausrichtung der Gesamtstrategie zur Digitalisierung der Schiene“ sah in ADI eine von mehreren „Zukunftstechnologien“, deren Entwicklung und Pilotierung „in separaten Projekten erfolgen“ solle, da sie „kaum Synergien zum aktuellen Rollout aufweisen und einen anderen zeitlichen Horizont“ hätten. Insbesondere ADI verspreche einen hohen Nutzen, da mit ETCS L2 Moving Block „ein deutlicher Kapazitätsgewinn gepaart mit einer Verschlankung der Infrastruktur (Anzahl Feldelemente) erzielt werden“ könne. ADI war nicht Gegenstand einer in diesem Rahmen vorgenommenen Wirtschaftlichkeitsrechnung.
Laut unterschiedlichen Angaben der Deutschen Bahn vom März 2025 werde die ADI zunächst nicht mehr fortgeführt, da die „Realisierungszeiträume (…) so weit in der Zukunft“ lägen, „dass sie die vorhandenen Ressourcen vorerst auf das Herstellen der Serienreife der digitalen Stellwerksplattformen“ konzentrieren wolle. Im gleichen Monat teilte sie hingegen mit, die Fortsetzung von ADI werde „überprüft“, weil sich der Nutzen erst in „weiterer Zukunft ergebe“.

## Nutzen
Durch Moving Block sollen dichtere Zugfolgen bei gleichzeitiger Minimierung der Technik im Gleis ermöglicht werden.
Laut einer 2023 im Auftrag der DB durchgeführten Studie lässt ein Moving-Block-Betrieb mit APS eine Steigerung der vermarktbaren Trassen um etwa acht Prozent erwarten, mit einem noch wesentlich darüber hinausgehenden Nutzen für die Betriebsqualität. Ausgangspunkt ist dabei bereits eine Ausrüstung mit ETCS Level 2 ohne Signale, eine auf ca. 500 m verdichteten Blockteilung in Verbindung mit hochautomatisiertem Fahren, einem Verkehrsmanagementsystem und der Auflösung bisheriger Restriktionen der Blockteilung. APS gilt ferner als ein Element, um das bisherige Tunnelbegegnungsverbot auf verschiedenen Schnellfahrstrecken weitgehend zu überwinden.
Auf der APS-Pilotstrecke im DKS sollen auf der freien Strecke zwei Drittel der sonst notwendigen Achszählpunkte entfallen können. Dem zu Grunde liegt die erwartete Ausrüstung eines Großteils, aber nicht aller Züge mit Zugvollständigkeitsüberwachung.
Durch den Entfall der Stellwerks- und ETCS-Projektierung in der bisherigen Form soll auch die Projektierung wesentlich vereinfacht und beschleunigt werden.
Durch standardisierte Schnittstellen, harmonisierte Technik und einheitliche betriebliche Regeln unterstützt ADI die angestrebte europäische Interoperabilität.